# Ljudmila Zykinová
Ljudmila Georgijevna Zykinová (Людми́ла Гео́ргиевна Зы́кина, 10. června 1929 Moskva – 1. července 2009 tamtéž) byla ruská zpěvačka (mezzosopranistka), jejíž repertoár se pohyboval v žánrovém rozpětí od ruských lidových písní po estrádní hudbu. Vedle zpěvu se věnovala i hře na kytaru a bajan.
Pracovala jako soustružnice a zdravotní sestra, v roce 1949 byla přijata do Pjatnického sboru (Государственный академический русский народный хор имени М. Е. Пятницкого) a od roku 1960 vystupovala jako sólistka pod agenturou Moskoncert. Absolvovala Akademii Gněsinových a stala se pedagožkou na Moskevské státní kulturní univerzitě. V roce 1977 vytvořila vlastní doprovodný soubor Rossija (Государственный академический русский народный ансамбль „Россия“ имени Л. Г. Зыкиной).
Patřila k hlavním představitelkám oficiální sovětské kultury, koncertovala v 92 zemích. V Sovětském svazu se prodalo šest milionů jejích nahrávek. Získala titul národní umělkyně SSSR, Leninův řád, Leninovu cenu, vyznamenání Hrdina socialistické práce a Řád sv. Ondřeje. Je po ní pojmenována planetka 4879 Zykina, v roce 2011 vydala ruská pošta známku s jejím portrétem.
V roce 1991 byla jedním ze signatářů prohlášení „Slovo k národu“, které odmítlo politiku Michaila Sergejeviče Gorbačova a varovalo před rozpadem SSSR.